# 烏利斯足球會
烏利斯足球會（英語：Ulisses Football Club），通常被稱為烏利斯（Ulisses），是一家位於亞美尼亞首都埃里溫已解散的足球會，曾經參加過亞美尼亞足球超級聯賽。球會於2000年成立，當時球隊名稱為埃里溫戴拿模2000（Dinamo-2000 Yerevan），成立第一年即獲得批准參加亞美尼亞足球超級聯賽，它們當時使用瓦茲根·薩爾基相共和黨體育場作為主場。
2004年，球會更名為埃里溫戴拿模辛尼特（FC Dinamo-Zenit Yerevan），並在亞美尼亞超級聯賽中排名第5；2006年，隨著新贊助商到來更名為烏利斯。2011年，烏利斯壓倒聯賽長勝軍佩歷克首次奪得聯賽冠軍，並中止佩歷克連續十年奪得亞美尼亞超級聯賽的霸主地位
。2016年2月3日，烏利斯宣布將不參加2015-16年亞美尼亞超級聯賽下半賽季的比賽，隨後宣佈解散球隊。

## 榮譽
- 亞美尼亞足球超級聯賽:
  -  冠軍 (1):2011
  -  亞軍 (1): 2014–15

## 外部鏈接
- 烏利斯官方網站 （页面存档备份，存于）